# Salvador Ardevines Isla
Salvador Ardevines Isla, médico, filósofo, teólogo, demonólogo y escritor español de entre los siglos XVI y XVII. 

## Biografía
Aragonés de origen noble (infanzón), nació en Luna (Zaragoza), se licenció en Medicina y se sabe que fue médico de Barbastro en 1599 por unas liras que ofreció entonces a un certamen poético que se celebró en Zaragoza a la muerte de Felipe II, aunque al parecer ya ejercía en 1585. Publicó en 1621, dedicado a Felipe IV, Fábrica universal y admirable de la composición del mundo mayor..., un tratado dividido en cinco libros que versan sobre el verdadero Dios y los falsos dioses, demonios o ídolos, que usurparon el nombre del verdadero Dios; la naturaleza de los ángeles y de los ángeles caídos, los demonios, que son invocados por las brujas, nigrománticos, hechiceros, ensalmadores y judiciarios; la Creación del mundo y del poder del hombre; astronomía (los planetas, las estrellas, la división del tiempo en años y meses), y finalmente, los animales. Incluye al principio un Catálogo de los autores que van alegados en este presente volumen, en el que menciona a personajes como Averroes, Mahoma, Antonio de Nebrija, Bacon, Estrabón, George Mercator, Ramon Llull, Tolomeo o Vitorian Zaragozano. Antonio Hernández Morejón afirma que es un mero compendio nada original de prejuicios, "sandeces y extravagancias". Por ejemplo, trata de la Cueva de Salamanca y de los duendes y menciona muchos casos habidos en Aragón, como el de uno que tocó el órgano, convirtiéndose en una de las fuentes más socorridas y expresas del famoso El ente dilucidado (1676) de fray Antonio de Fuentelapeña y todas esas supersticiones que no tardaría en combatir en el XVIII el padre Feijoo. También escribió algunas poesías, una de ellas un jeroglífico explicado.

## Obras
- Fábrica universal y admirable de la composición del mundo mayor, a donde se trata desde Dios, hasta nada, y del menor, que es el hombre. Enseñase en el todo lo que ay en el Mayor, trayendo su origen desde Dios, como principio, y bolviendo a el mismo como a último fin en quien resplandece su divina unidad, y la de todas las cosas. Madrid: Imp. Diego Flamenco, 1621.